# Xylocopa augusti
Xylocopa augusti é uma espécie de abelha carpinteira.

## Descrição
Xylocopa augusti pode chegar a um comprimento de cerca de 25–30 mm. TEstas grandes e robustas carpinteiras apresentam um tegumento de corpo negro com cerdas ferruginosas laterais conspícuas. Asas são castanho escuro com iridescência violeta. Os machos são castanhos, com dois tufos de cerdas na superfície ventral da metatíbia. Eles podem ser encontrados de dezembro a março. Eles se aninham em madeira e troncos de árvores.

## Associação floral
Eles são comumente associados a flores da espécie Passiflora, mas também de Agapanthus praecox, Alstroemeria pulchra, Cleome spinosa, Parkinsonia aculeatam, Quillaja saponaria, Robinia pseudoacacia, Solanum crispum, Styphnolobium japonicum, Eucalipto sp. e Amaryllis sp.

## Distribuição
Sua espécie pode ser encontrada em Argentina, Chile, Brasil, Paraguay and Uruguay.